# Enrico Dante
Enrico Dante (Roma, Itàlia, 5 de juliol de 1884 – Roma, 24 d'abril de 1967) va ser un cardenal italià de l'Església catòlica.
Dante va començar els seus estudis a París i després es va traslladar al Col·legi Capranica de Roma. Després, el va assistir a la Pontifícia Universitat Gregoriana, on es va doctorar en filosofia, teologia, dret canònic i dret civil. També va obtenir un diploma de advocat rotal per part de Tribunal de la Rota Romana.
El 1947 va començar a servir com a Mestre de les Celebracions Litúrgiques Pontifícies. El 25 de gener de 1959 va organitzar el consistori extraordinari que va anunciar el Concili Vaticà II. El 22 de febrer de 1965 fou promogut a cardenal per les seves destacades tasques a l'església catòlica.
Enrico Dante va morir el 24 d'abril de 1967 a Roma, als 82 anys i va ser enterrat a l'església de Sant'Agata dei Goti.